# Jasmin Trtovac
Jasmin Trtovac (* 27. Dezember 1986 in Novi Pazar) ist ein serbischer Fußballspieler.

## Karriere
Trtovac startete seine Profikarriere 2005 bei FK Novi Pazar. 2008 wechselte er zum rumänischen Verein Gloria Bistrița und kehrte nach einer Saison wieder zu Novi Pazar zurück. 2010 wurde er von Gaz Metan Mediaș verpflichtet und spielte hier fünf Spielzeiten lang. 2015 spielte er eine Saison bei Novi Pazar und anschließend wieder eine Saison bei Gaz Metan.
Für die Saison 2017/18 wurde er an den türkischen Zweitligisten Büyükşehir Belediye Erzurumspor abgegeben. Hier etablierte er sich auf Anhieb als Stammspieler. Mit seinem Verein wurde er in der Zweitligasaison 2017/18 Play-off-Sieger der TFF 1. Lig und stieg mit ihm in die Süper Lig auf. In die Süper Lig aufgestiegen, wurde er in den Erstligapartien nicht berücksichtigt und kam nur in zwei Pokalpartien zum Einsatz. Im November 2018 löste er nach gegenseitigem Einvernehmen mit der Vereinsführung seinen Vertrag auf.

## Erfolge
- Play-off-Sieger der TFF 1. Lig und Aufstieg in die Süper Lig: 2017/18